# Marcus Butler

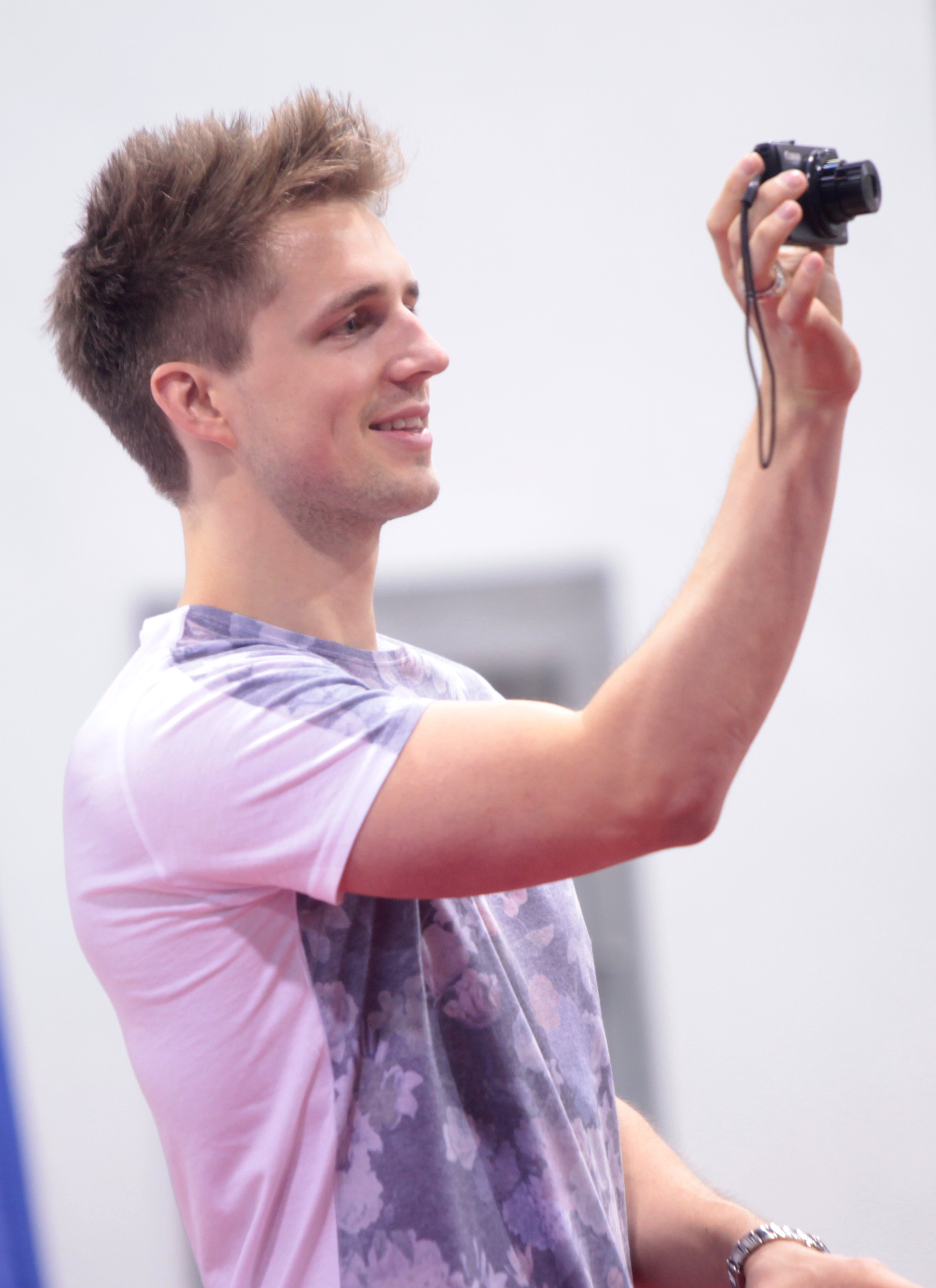
Marcus Butler at Vidcon 2014

Marcus Lloyd Butler (sinh ngày 18 Tháng Mười hai 1991) là Youtuber và vlogger người Anh, được biết đến kênh cùng tên "Marcus Butler" (trước đó là "Marcus Butler TV"), vào tháng 6 năm 2016, kênh đã có hơn 4,5 triệu subscribers. Kênh thứ hai của anh, MoreMarcus bao gồm các vlogs, có hơn 1,8 triệu.

## Sự nghiệp
Marcus Butler khởi đầu trên Youtube bằng cách làm nhạc và các video được mix và chỉnh sửa các cảnh trong các bộ môn thể thao thời còn học Phổ thông.
Năm 2010 anh tạo kênh Youtube, Marcus Butler TV, dưới dạng yêu cầu của người xem. Butler đã hoàn thành khá nhiều video kết hợp với các Youtubers khác, bao gồm Jim Chapman, Alfie Deyes, Caspar Lee, Tyler Oakley, Joe Sugg, Zoella, Connor Franta, Lilly Singh, Troye Sivan, Niomi Smart, Joey Graceffa, Oli White, Louise Pentland, Conor Maynards và số khác.
Anh là thành viên của "The Youtube Boyband" nhằm gây quỹ cho Comic Relief và được giới thiệu trong The Guardian.
Năm 2013, Butler là thành viên của kênh Youtube "Fart Club" và giữ kết quả thế giới với hạng mục "Cú thả bom nhanh nhất trong 30 giây trong đội gồm 3 người", cùng với Youtuber đồng hương Alfie Deyes và Laurbubble.
Cuốn sách của Butler, Hello Life, gồm 1 phần là tự truyện và 1 phần là tự giúp đỡ, được ra mắt ngày 28 Tháng Bảy 2015 ở Anh và ở Mỹ vào ngày 10 Tháng Mười một 2015.
Vào Tháng Mười hai 2015, Kênh Youtube chính của Butler đã có hơn 4 triệu subscribers và hơn 290 triệu lượt xem, và đứng thứ 186 trong danh sách các kênh có nhiều lượt subscribe nhất; kênh thứ hai của anh "MoreMarcus" có hơn 1,5 triệu subscribers và hơn 140 triệu lượt xem.
Butler được giới thiệu bởi The Telegraph là một trong "Những tweeters người Anh có sức ảnh hưởng nhất" năm 2013. Vào Tháng Mười hai 2015, Butler đã có hơn 2,5 triệu lượt theo dõi trên Twitter và hơn 2,8 triệu trên Instagram.
Butler, cùng với Alfie Deyes, được giới thiệu ít trong tập đầu tiên của series thứ 13 của Ant & Dec's Saturday NIght Takeaway, là những người thuyết minh của phần"Ant vs Dec".
Butler hiện tại là thí sinh của phiên bản người nổi tiếng năm 2016 của Celebrity Masterchef. Anh đã sớm bị loại.

## Bài hát
Butler là thành viên của "Youtube Boyband", cùng với Jim Chapman, Alfie Deyes, Joe Sugg và Caspar Lee, họ gây quỹ và nâng cao nhận thức với Comic Relief. Vào ngày 22 Tháng Một 2016, Butler ra mắt bài hát với Conor Maynard tên "I'm Famous". Nó được lọt vào UK Singles Chart vào ngày 29 Tháng Một 2016 ở vị trí thứ 85.

### Đĩa đơn
| Tên bài hát                           | Năm  | Vị trí trên bảng xếp hạng | Album |
| ------------------------------------- | ---- | ------------------------- | ----- |
| "I'm Famous" (cùng với Conor Maynard) | 2016 | 34                        | N/A   |